# Julia Piaton
Julia Piaton (Parigi, 29 gennaio 1985) è un'attrice francese.

## Biografia
Figlia di Charlotte de Turckheim e Jean-Marc Piaton, Julia Piaton ha due sorelle: Clara, nata nel 1988, e Johanna, nata nel 1991. Nel 2021 ha ricevuto una nomination al Premio César per la migliore promessa femminile per Les choses qu'on dit, les choses qu'on fait. Piaton è la madre di due figli, nati nell'agosto 2017 e nell'aprile 2023.

## Filmografia parziale
- In viaggio con Jacqueline (La vache), regia di Mohamed Hamidi (2016)
- Arrêtez-moi là, regia di Gilles Bannier (2016)
- Adopte un veuf, regia di François Desagnat (2016)
- Jour J, regia di Reem Kherici (2017)
- La Monnaie de leur pièce, regia di Anne Le Ny (2018)
- I gusti sono gusti (Les goûts et les couleurs), regia di Myriam Aziza (2018)
- Non sposate le mie figlie! 2 (Qu'est-ce qu'on a encore fait au Bon Dieu?), regia di Philippe de Chauveron (2019)
- Selfie, regia di Thomas Bidegain, Marc Fitoussi, Tristan Aurouet, Cyril Gelblat e Vianney Lebasque (2019)
- Les Choses qu'on dit, les choses qu'on fait, regia di Emmanuel Mouret (2020)
- Il discorso perfetto (Le Discours), regia di Laurent Tirard (2020)
- C'est la vie, regia di Julien Rambaldi (2020)
- Les Engagés, regia di Émilie Frèche (2022)
- Les Petites Victoires, regia di Mélanie Auffret (2023)
- Garder ton nom, regia di Vincent Duquesne (2023)
- Comme un prince, regia di Ali Marhyar (2023)
- Citadel: Diana – serie TV, 6 episodi (2024)